# Asura neavi
Asura neavi là một loài bướm đêm thuộc phân họ Arctiinae, họ Erebidae.